# Silvia Molina
Silvia Molina (en español: ⓘ) 
(Ciudad de México, 11 de octubre de 1946) es narradora, ensayista y editora. Realizó estudios en la Escuela Nacional de Antropología e Historia y la licenciatura en Letras Hispánicas en la Universidad Nacional Autónoma de México.  En 1977 fue acreedora al Premio Xavier Villaurrutia 1977, por su novela La mañana debe seguir gris. Parte de su obra ha sido traducida al italiano, francés, inglés y alemán. Se ha especializado en literatura infantil, como autora y editora.
Fue becaria del Centro Mexicano de Escritores, 1979-1980 y del International Writing Program de la Universidad de Iowa, en Estados Unidos, durante 1991. En 1998 fue ganadora del Premio Sor Juana Inés de la Cruz por su obra El amor que me juraste. En 2013 se le otorgó, por un lado, la presea “Justo Sierra Méndez, Maestro de América 2013” que otorga el gobierno de Campeche y, por el otro, fue elegida como miembro correspondiente por este estado de la Academia Mexicana de la Lengua. A partir de este año es presidenta del Consejo Nacional del Seminario de Cultura Mexicana. En 2017 recibió el Premio Coatlicue, otorgado por la Coordinadora Internacional de Mujeres en el Arte (ComuArte), que reconoce a "las artistas que han enaltecido con su trabajo a la cultura universal".

## Biografía
Nace en el seno de una prominente familia de Campeche. Hija de María Celis Campos y del también escritor y periodista, el exgobernador de Campeche y exsecretario de Gobernación, Héctor Pérez Martínez.

## Estudios

### Formación profesional
Realizó estudios en la Escuela Nacional de Antropología e Historia y la Licenciatura en Letras Hispánicas en la Universidad Nacional Autónoma de México. Posee estudios de posgrado en literatura prehispánica y perteneció al seminario de traducción de documentos en náhuatl dirigido por Víctor Castillo en el Instituto de Investigaciones Históricas de la UNAM. 

### Formación literaria
Fue becaria del Centro Mexicano de Escritores, 1979-1980 y del International Writing Program de la Universidad de Iowa, en Estados Unidos, durante 1991. 

## Trayectoria literaria

### Obra narrativa
Ha practicado las distintas formas del relato y ha destacado especialmente en el género de la novela. Comenzó su trayectoria como novelista con la publicación de La mañana debe seguir gris, obra de corte testimonial y autobiográfica, protagonizada por una narradora y el poeta José Carlos Becerra. Narra un viaje por el extranjero. A esta obra premiada, siguieron otras novelas entre las que destaca El amor que me juraste.
En este género también ha incursionado en la escritura de una obra colectiva, El hombre equivocado, al lado de diez novelistas más. Así como en la novela histórica con una obra ambientada en la guerra de Independencia, dedicada a Mariano Matamoros: Matamoros, el resplandor de la batalla.

### Literatura para niños y jóvenes
Otro de los aspectos más amplios de la trayectoria literaria de la autora está ligado a la publicación de libros de literatura infantil y juvenil. Por esta parte de su producción ha recibido importantes reconocimientos y se ha encontrado ligada al mundo editorial. Ha escrito sobre las prácticas o adaptado los relatos cosmogónicos provenientes de algunas culturas mesoamericanas (nahuas, mayas, totonacas) o de sus herederos contemporáneos, así como de otros aspectos  ligados a las relaciones de los niños y sus familias. También ha incursionado en el subgénero de la fábula.

### Campeche en la obra de Silvia Molina
Buena parte de las obras como ensayista, crítica, cronista e historiadora se encuentran ligadas al estado de Campeche. En este sentido, ha publicado títulos como: Campeche punta del ala del país: poesía, narrativa y teatro; Bibliografía contemporánea del estado de Campeche; Campeche, imagen de eternidad. También destaca un título de literatura infantil sobre los asedios de corsarios y piratas en la Colonia: Piratas, corsarios, bucaneros y filibusteros en San Francisco de Campeche. Finalmente, su discurso de ingreso a la Academia Mexicana de la Lengua estuvo dedicado a la presencia de Campeche en una obra de la también novelista y dramaturga Luisa Josefina Hernández, La presencia de Campeche en Los grandes muertos de Luisa Josefina Hernández. 

## Docente y mediadora cultural

### Coordinadora de talleres literarios
Ha dirigido talleres de creación en Difusión Cultural y en la Facultad de Filosofía y Letras de la UNAM.

### Editora
Fue editora de libros especiales en PROMEXA, directora editorial de CIDCLI (especializada en libros infantiles) y de Ediciones Corunda. También ha estado al frente de las publicaciones del Instituto Nacional de Bellas Artes. 

### Docencia
En la Facultad de Filosofía y Letras de la UNAM ha impartido las materias de Literatura Mexicana y Redacción.

## Obras

### Novela
- La mañana debe seguir gris. México: Joaquín Mortiz, 1977.
- Ascención Tun. México: Martín Casillas, 1981.
- La familia vino del norte. México: Cal y Arena, 1988.
- Imagen de Héctor. México:Cal y Arena, 1990.
- El amor que me juraste.México, Joaquín Mortiz, 1998.
- Muchacha en azul. México, Joaquín Mortiz, 2001.
- En silencio, la lluvia, México, Alfaguara, 2008.
- Matamoros, el resplandor de la batalla. México: Grijalbo, 2010.
- En estado de gol. México, 2015

### Cuento
- Lides de estaño. México: UAM, 1981.
- Silvia Molina. México: UNAM (Material de Lectura), 1990.
- Un hombre cerca. México: Cal y Arena, 1992.
- Recomenzar: antología personal. México: ISSSTE, 1999.
- Cruzar la sombra: cuentos reunidos. México: Cal y Arena, 2012.

## Trayectoria en instituciones culturales
- Agregada cultural de México en Bélgica (2000-2004),
- Coordinadora Nacional de Literatura del INBA (2004-2007),
- Coordinadora Nacional de Publicaciones de las Conmemoraciones del 2010 (2008)
- Coordinadora de Publicaciones del INBA (2009-febrero de 2011).
- Presidenta del Consejo Nacional del Seminario de Cultura Mexicana (2013-)
- Miembro correspondiente de la Academia Mexicana de la Lengua en Campeche (2013-)

## Reconocimientos
- 1977: Premio Xavier Villaurrutia, Instituto Nacional de Bellas Artes
- 1984: Premio Antonio Robles de Literatura Infantil
- 1992: Premio Nacional de Literatura Infantil Juan de la Cabada
- 1998: Premio Sor Juana Inés de la Cruz, FIL de Guadalajara
- 1999: III Premio de Literatura Juvenil Leer es Vivir, Editorial Everest de España
- 2000: Medalla María Lavalle Urbina, Gobierno del estado de Campeche y Asociación de Mujeres Profesionistas Universitarias de Campeche
- 2013: Presea “Justo Sierra Méndez, Maestro de América 2013”, Gobierno de Campeche
- 2015: Premio Antonio García Cubas (Categoría Obra Infantil y Juvenil), Instituto Nacional de Antropología e Historia[5]
- 2017: Premio Coatlicue, Coordinadora Internacional de Mujeres en el Arte (ComuArte)